# 담지몽
담지몽(베트남어: Đàm Dĩ Mông / 譚以蒙 담이몽, ? ~ ?)은 대월 리 왕조의 정치인이다.

## 생애
담지몽은 담티풍(譚時奉)의 아들이며 안전황후(安全皇后) 담씨(譚氏)의 동생이다.
1186년, 태부(太傅) 응오리띤(吳履信)이 죽자 리 고종은 담지몽을 태부로 임명하였고, 또한 보정(輔政)의 직무도 담당하게 하였다.
1192년, 청화부(淸化府)의 고굉갑(古宏甲)이 반란을 일으키자 담지몽은 고종의 명을 받들어 청화부의 병력을 이끌고 진압에 나서 이를 대파하였으며, 반군의 지도자 레반(黎晚)을 생포하여 수도로 돌아왔다. 같은 해 연주(演州)의 호구(胡口)가 반란을 일으키자 담지몽은 다시 출병하여 이를 진압하였다.
1194년, 진등주(眞登州)가 반란을 일으키자 담지몽은 출병하여 이를 평정하였고, 그 지도자 하레(何黎)를 생포하였다.
1197년, 담지몽은 열후(列侯)에 봉해졌다.
1198년, 담지몽의 건의로 고종은 사원의 기풍을 대거 다스려, 덕행을 갖춘 고승을 제외하고 모두 환속하도록 했다.
1203년, 참파의 왕 보찌(布池)가 그의 숙부인 보조(布由)에게 왕위를 빼앗기자 처자와 함께 배 2백 척을 이끌고 달아나 기라해구(機羅海口)에 이르렀고, 구원을 요청하였다. 지예안주(知乂安州)·전전지휘사(殿前指揮使) 도타인(杜淸), 예안주목(乂安州牧) 팜지엔(范延)은 이 일을 조정에 보고하였다. 담지몽은 고종의 명을 받들어 추밀사(樞密使) 도안(杜安)과 함께 기라해구에 이르러 보찌를 영접하였고, 도타인과 팜지엔에게 방비를 엄중히 할 것을 명령하였다. 그러나 도타인과 팜지엔은 당연히 참파인과 성심껏 왕래할 것이라고 여겨 방비하지 않았고, 담지몽은 심히 노하여 군사를 이끌고 돌아갔다. 도타인과 팜지엔은 담지몽이 분노한 것을 보고 매우 두려워하였고, 스스로를 보전하는 계책으로 보찌의 군사를 습격하였으나 도리어 패배하였다.
1206년, 담지몽은 태보(太保)에 배수되었고, 진관(辰冠)을 대공(戴拱)하였다.
1207년, 도안트엉, 도안쭈어(段主)가 반란을 일으키자 고종은 병사를 보내 대거 토벌하였고, 담지몽은 대통도(大通道)로 나가 그들을 공격하였다.
1209년, 팜빈지가 팜주(范猷)와 불화가 생겼는데, 팜주가 팜빈지를 고종에게 무고하니 고종은 팜빈지를 궁중으로 불러들여 체포하였다. 팜빈지의 부장(部將) 꽉복(郭卜)이 병사를 이끌고 황궁을 공격하자 고종은 팜빈지를 죽이고 태자 하오삼과 함께 도망쳤다. 꽉복은 병사를 이끌고 궁에 들어가 리텀을 황제로 옹립하였고, 담지몽에게 태위(太尉) 벼슬을 수여하였다. 이후 고종이 쩐리, 쩐뜨카인의 지지를 받아 복위하였고, 이해에 고종이 죽자 하오삼이 뒤를 이어 혜종이 되었다. 혜종은 나이가 어렸기 때문에 정사를 모두 담지몽에게 위임하였다. 그러나 담지몽은 배우지 않아 재주가 없었고, 유약하여 결단을 내리지 못했으므로 정사가 날로 쇠퇴하였다.
1212년, 쩐뜨카인이 정권을 장악하자 혜종은 담지몽, 도안트엉에게 군대를 모아 그를 토벌하려 했다. 
1214년, 쩐뜨카인이 탕롱을 공격하자 담지몽과 안인왕(安仁王)은 북강도(北江道)의 여러 군사를 이끌고 쩐뜨카인과 교전하였으나 안연(安沿)에서 패배하였다. 이후 담지몽의 행적은 사서에 기록되지 않았다.